# Tétine
Ne doit pas être confondu avec Mamelle ou Acrochordon.

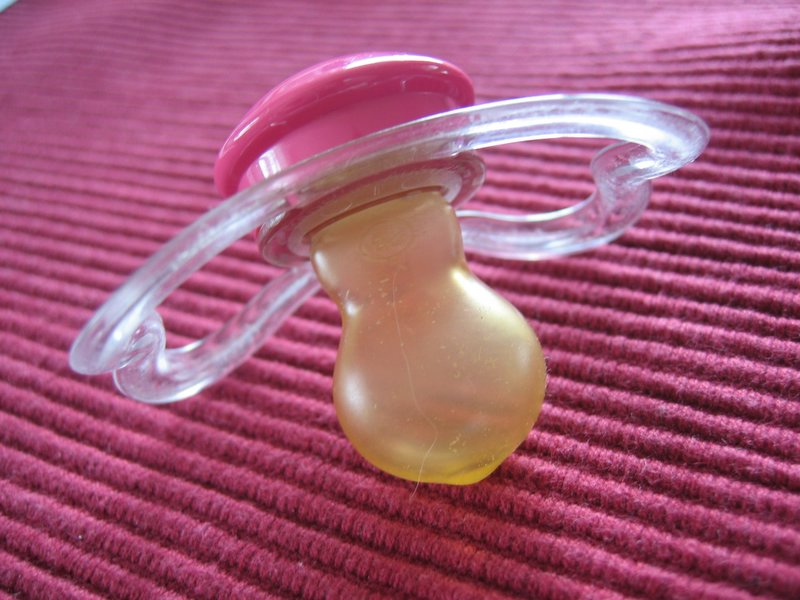
Une tétine.

La tétine, appelée sucette ou tout simplement suce au Canada francophone et lolette en Suisse romande est un objet non comestible destiné à être sucé par le bébé ou le jeune enfant. Elle est formée d'une téterelle – la partie souple qui entre dans la bouche – fixée sur une collerette qui reste à l'extérieur de la bouche, contre les lèvres.
Dans le langage courant ou familier, elle est parfois appelée totosse, tototte, tututte, toutouille.
Elle est généralement fabriquée en caoutchouc (sa couleur brune est due à l'ocre du Roussillon, adjuvant favorisant le malaxage du caoutchouc) ou en silicone.

## Forme
Elle rappelait autrefois celle du téton du sein maternel, mais prend souvent maintenant une forme ergonomique adaptée à l'espace compris entre la langue et le palais du bébé ou de l'enfant. La plus adaptée dès la naissance est la tétine physiologique de forme plate qui épouse le palais du bébé, ou anatomique de forme ronde : elle épouse la forme de la bouche du bébé.

## Origine de la tétine
La tétine est un élément du biberon. Les premiers biberons sont supposés avoir été en corne de bovins ; ils étaient garnis d'un petit morceau de tissu recouvrant la partie que tétait l'enfant afin de réguler le débit du liquide et qu'il ne se blesse pas.
Le médecin grec du IIe siècle Soranos d'Éphèse est le premier à évoquer dans son Traité des maladies des femmes l'usage de tétines artificielles pour sevrer un nourrisson.
Il faudra attendre la fin du XVIIIe et le début du XIXe siècle pour que les réflexions portent sur la tétine à proprement parler. Elles sont à cette époque en corail, en os, en buis ou en ivoire monté sur du liège pour les plus riches.
C'est en 1786 que Felipo Baldini rédigea un ouvrage sur l'allaitement à la main. Il proposa un modèle en verre qu'il présentait comme « un vaisseau qui tenait lieu de mamelle ». Ainsi, par un phénomène de succion les enfants ne risquaient plus  de suffoquer.
C'est au début du XIXe siècle que le flacon devint une question presque secondaire. L'essentiel des études portait alors sur le système de succion.
Mme Breton mit au point des tétines dont le support était en cristal ou même en buis, et la tétine en tissu ou en pis de vache ce qui lui valut un franc succès.
En 1832, le modèle de Mme Breton fut amélioré par M. Darbo. Ainsi aux bouts de sein en tétine de vache, M. Darbo a substitué le liège élastique.
Vers 1840, M. Charrière introduit une nouvelle matière : l'ivoire ramolli. Le substitut au mamelon gagna en flexibilité.

## Fonctions
Il existe deux types de tétine, répondant chacune à une fonction différente :
- la tétine de biberon, disposant d'une fente ou d'un trou central permettant l'acheminement d'aliments liquides ;
- la tétine simple, uniquement destinée à être tétée. Elle s’appelle aussi sucette[6], mais plusieurs noms régionaux existent tels que lolette en Suisse romande[7] et nouki (du suisse-allemand nuggi) dans le canton du Jura[7].

La tétine simple est utilisée pour satisfaire le besoin de succion de l'enfant. Sucer le pouce étant soupçonné de déformer le palais et perturber l'implantation des incisives, l'utilisation d'un tel objet transitionnel (ou objet confort) pour remplir cette fonction a pu sembler préférable.

## Risques

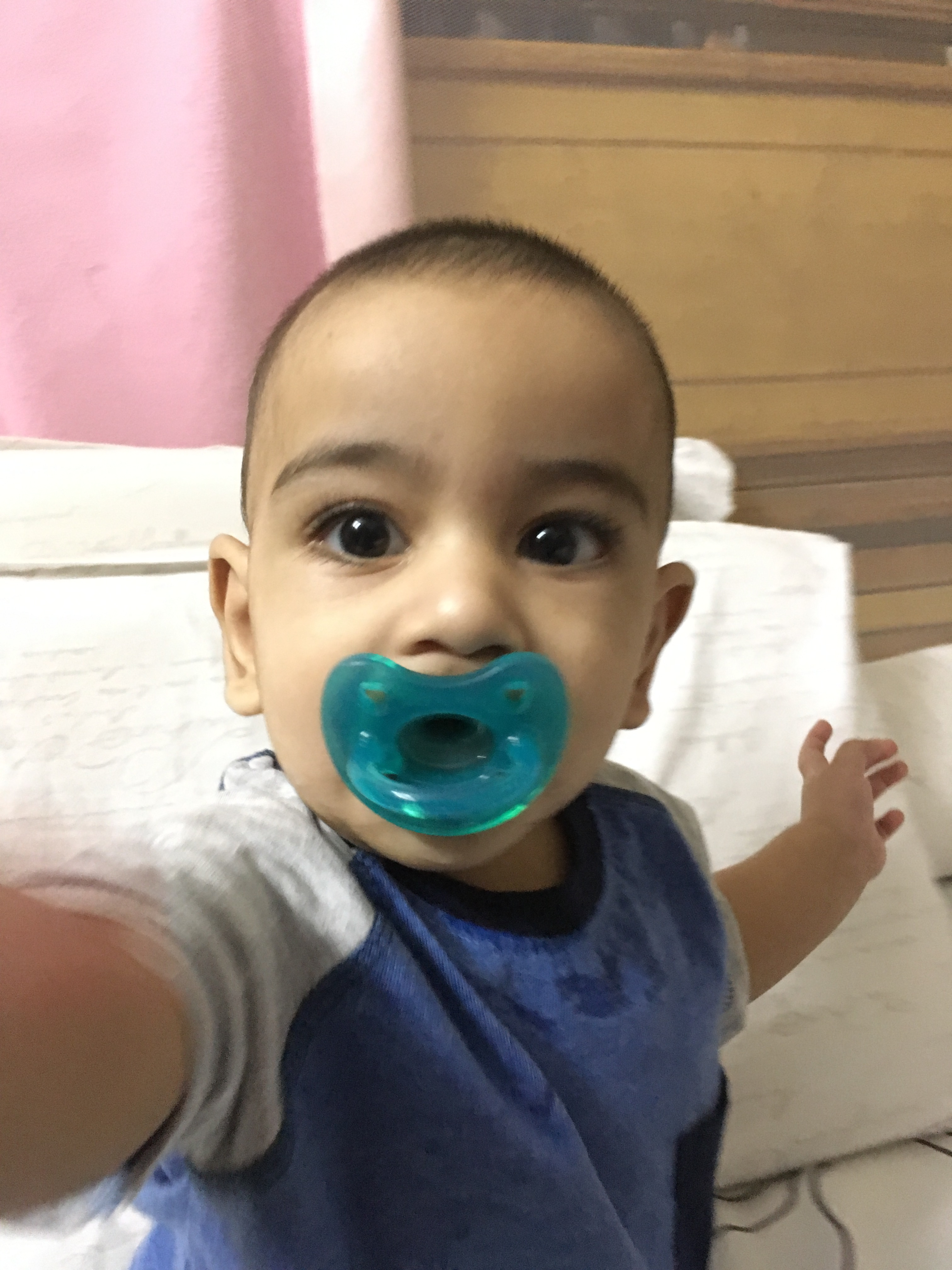
Un enfant suçant une tétine.

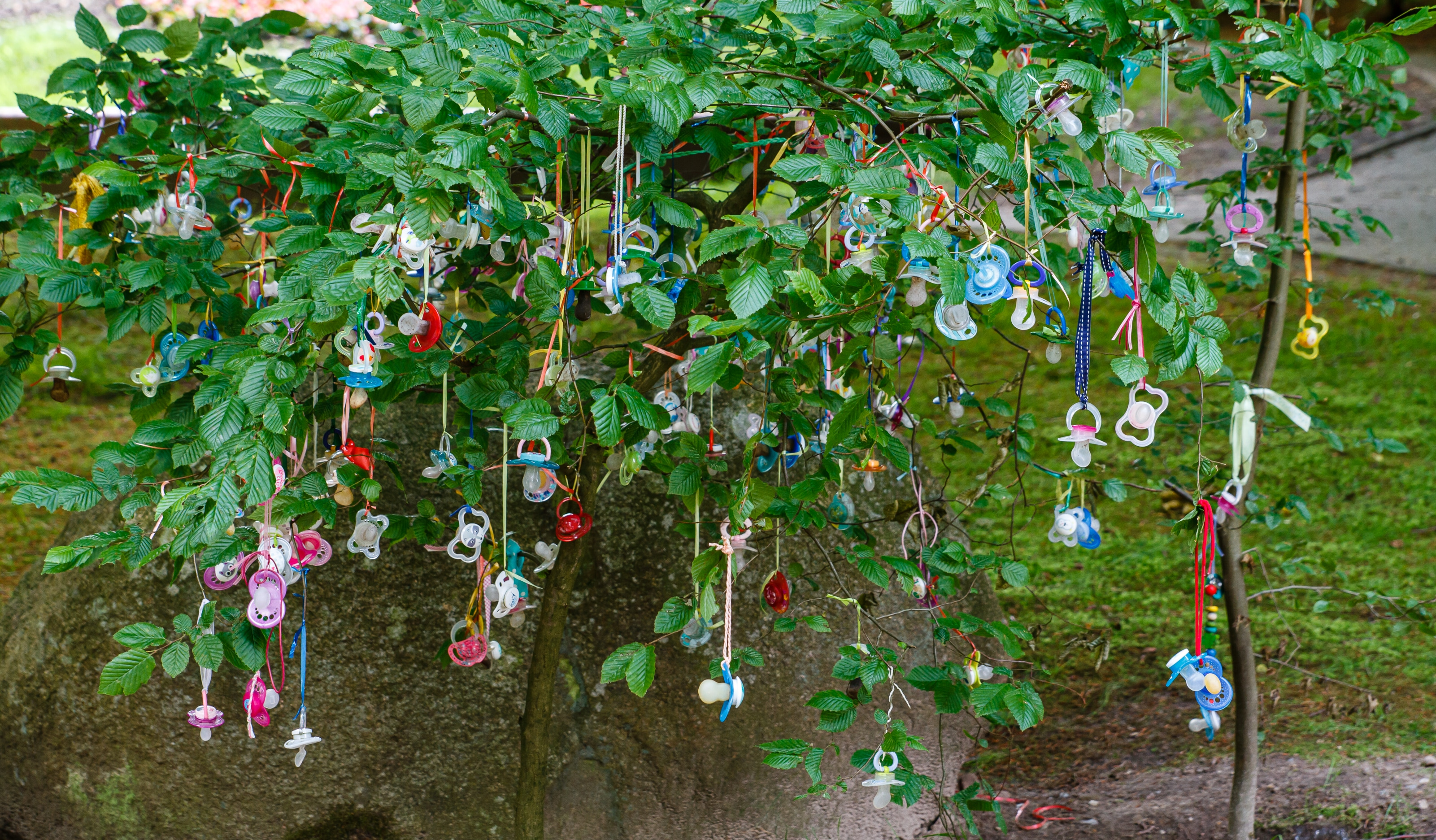
L'arbre des tétines perdues dans le Wildpark Lüneburger Heide à Hanstedt (Harburg). Juin 2017.

Parmi les risques liés à l'usage de tétine ;
- risque d'une mauvaise désinfection, ou de désinfection chimique laissant des résidus (avec l'oxyde d'éthylène par exemple, qui a été au début des années 2000 l'objet de controverses sanitaires, car utilisés par les industriels pour stériliser les biberons et tétines fournies aux maternités et hôpitaux en France notamment) ;
- risque de confusion avec le sein chez le bébé allaité, si elle est donnée dans les premières semaines de vie ; elle peut alors perturber la bonne mise en route de l'allaitement [9] ;
- risque d'accoutumance devenant dépendance ; L'« arbre à tétines[10] », une tradition récente née au Danemark, qui consiste à suggérer à l'enfant devenu grand un rituel pour se débarrasser de sa sucette en l'accrochant à un arbre, tend à se répandre en Europe. Il est aussi possible de les donner aux cloches de Pâques ou au Père Noël[11].

## Règlementation
Elle impose en France une inertie chimique du matériau qui doit être composé uniquement de certains types d'organopolysiloxanes (outre des charges, colorants devant figurer dans une liste de produits autorisés) et qu'il réponde aux conditions habituelles pour le contact alimentaire.
- Arrêté du 25 novembre 1992 [12] relatif aux matériaux et objets en élastomères de silicone mis ou destinés à être mis au contact des denrées, produits et boissons alimentaires ;
- Décret n° 92-631 du 8 juillet 1992 relatif aux matériaux et objets destinés à entrer au contact des denrées, produits et boissons destinés à l'alimentation de l'homme ou des animaux ;
- Arrêté du 19 décembre 1988 relatif aux règles de base nécessaires à la vérification de la migration des constituants de matériaux et objets en matière plastique au contact des denrées, produits et boissons alimentaires et fixant la liste des simulateurs à utiliser pour vérifier cette migration.